# Cygnus Air
Cygnus Air (zeitweise Gestair Cargo) ist eine spanische Frachtfluggesellschaft mit Sitz in Madrid und Basis auf dem dortigen Flughafen Madrid-Barajas.

## Geschichte
Cygnus Air wurde 1994 zusammen von Regional Airlines aus Frankreich und Gestair Private Aviation aus Spanien die Regionalfluggesellschaft Regional Lineas Aéreas gegründet. Nachdem die Gesellschaft bis Januar 1998 Passagierflüge mit einer Saab 340 durchgeführt hatte, ließ sie den Flugbetrieb ruhen. Im November 1998 nahm sie den Flugbetrieb als reine Frachtfluggesellschaft unter dem Namen Cygnus Air wieder auf. Verwendet wurden hierfür zwei Douglas DC-8-62F.
2013 wurde die zwischenzeitlich in Gestair Cargo umbenannte Fluggesellschaft an den amerikanischen Firmengründer und ehemaligen Besitzer der Dutch Antilles Express, Arnold Leonora, verkauft. Infolgedessen wechselte das Erscheinungsbild im Juni 2013 wieder auf das der Cygnus Air.

## Flotte
Mit Stand April 2025 besteht die Flotte der Cygnus Air aus fünf Flugzeugen mit einem Durchschnittsalter von 33,8 Jahren:
| Flugzeugtyp       | Anzahl | bestellt | Anmerkung                      | Durchschnittsalter |
| ----------------- | ------ | -------- | ------------------------------ | ------------------ |
| Boeing 757-200PCF | 5      |          | drei mit Winglets ausgestattet | 33,8 Jahre         |
| Gesamt            | 5      | -        |                                | 33,8 Jahre         |

In der Vergangenheit verwendete Cygnus Air auch folgende Flugzeugtypen:
- Douglas DC-8-62F
- Douglas DC-8-73F
- Airbus A300-600

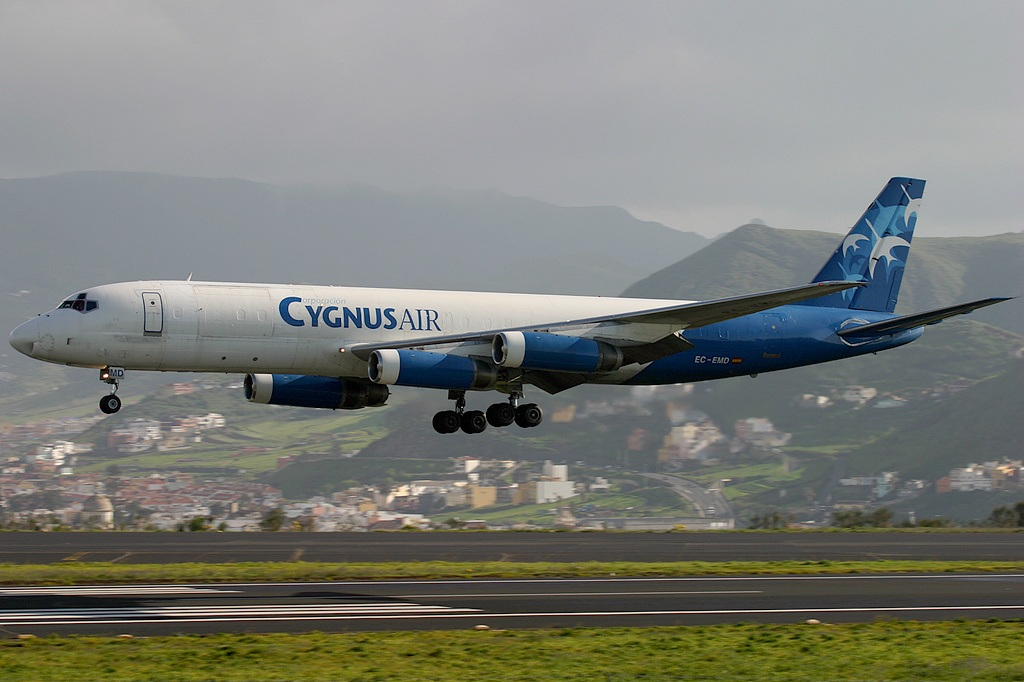
Douglas DC-8-62F der Cygnus Air
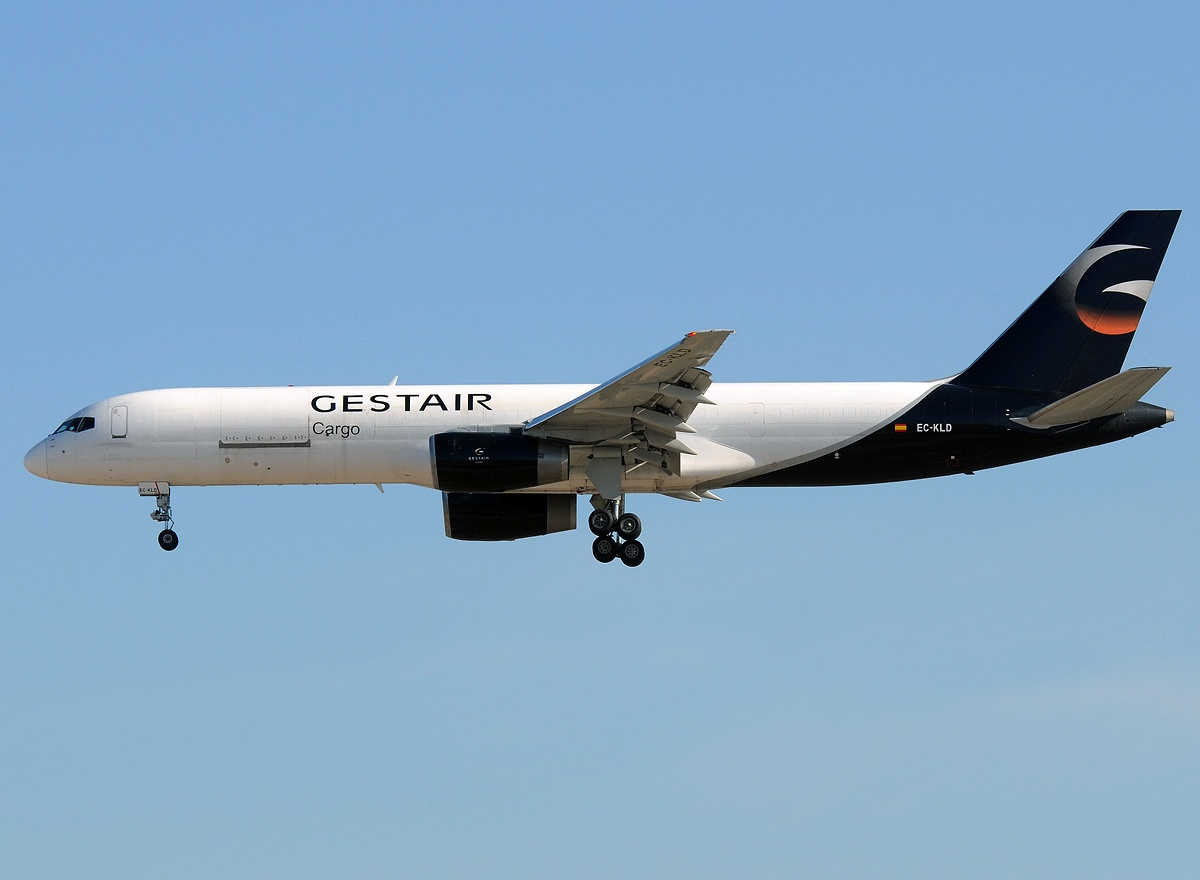
Boeing 757-200 in alter Bemalung der Gestair Cargo